# Пазех

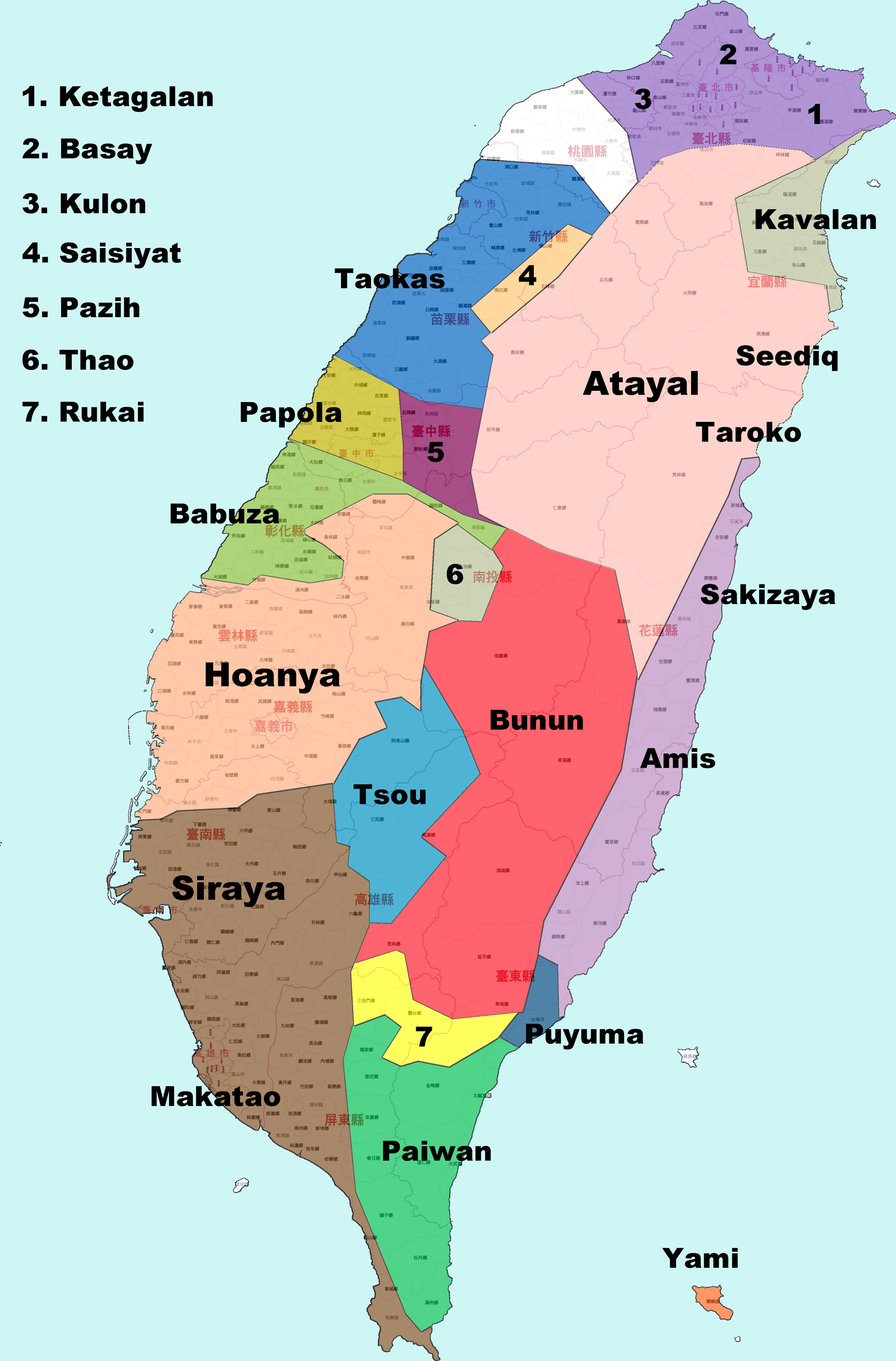
Люди пазех раніше жили в центральній частині Тайваню, позначеній темно-фіолетовим кольором.

Народ пазех (або Пазіх; 巴則海 або 巴宰), включаючи каксабу — нащадки корінного населення, що розмовляє пазехською мовою, з районів Тайчжун і Мяолі на Тайвані. Завдяки процесам акультурації та культурної асиміляції більшість тайванців, які ідентифікують себе як пазе, проживають в районі Ай-лан (愛蘭地區) у центральному місті Пулі, Наньтоу. Християнські місіонери прибули на Тайвань у 1865 році, а жителі Пазе в цьому районі були повністю навернені до релігії до 1871 року.

## Поточний стан
Сучасна громада пазех розташована навколо тайванської пресвітеріанської церкви Ай-лан (愛蘭), яка підтримує культурне відродження та політичну мобілізацію пазех. Пресвітеріанський міністр преподобний Даксаван Лай побудував музей для артефактів пазех, щоб стати центром вивчення пазехської мови та культурної діяльності. Ай-лан наразі звертаються до уряду Тайваню з проханням про офіційний статус визнаної етнічної групи аборигенів Тайваню.